# 酒吞童子

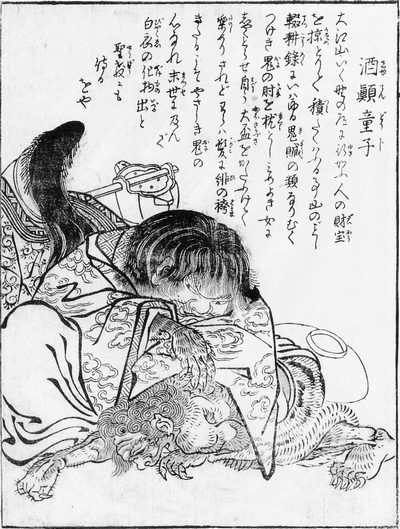
江戶時代畫家鳥山石燕作品《今昔畫圖續百鬼》中的「酒吞童子」

酒吞童子（日语：／ Shuten-dōji），也作酒顛童子、酒天童子、朱点童子等，是日本傳說中的鬼，與白面金毛九尾狐、大天狗並列為「日本三大妖怪」。

## 事蹟

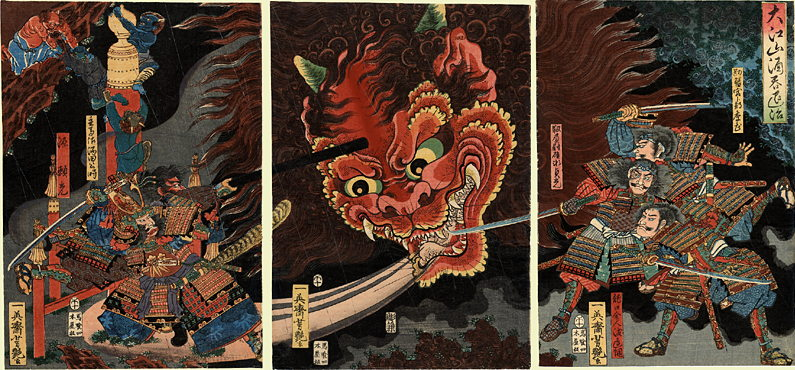
源賴光與部下大戰酒吞童子
浮世繪畫師歌川芳艷繪。

酒吞童子在日本妖怪中久負盛名，因此常成為許多戲劇、傳奇、遊戲中的題材，而且由於酒吞童子是鬼的大頭目，所以有人說酒吞童子是日本最強的鬼首領。
傳說酒吞童子是盤踞丹波国大江山（一說為近江国伊吹山）的鬼怪頭目，據室町時代的《御伽草子》』所載，酒吞童子有著一張紅臉，長著5根大角和15個眼睛，頭髮短而零乱，身長在6公尺以上。其居所猶如龍宮般豪華，統領著為數眾多的鬼怪，不時為害人間。後來一條天皇下旨命源賴光率領渡邊綱、坂田金時、卜部季武、碓井貞光等賴光四天王前往討伐，最後酒吞童子被源氏所持名刀「安綱」斬殺之，故後世有「酒吞童子退治」傳說和「童子切安綱」的由來。
而也有人說京都大江山埋著酒吞童子的首級，為後來的首塚大明神 。
相傳平安時代京都發生一些與女性相關的壞事，由安倍晴明指出禍首是酒吞童子，由源賴光追殺砍下首級，帶回京都的路上在大江山出現地藏王菩薩指示此不潔之物不可入京都，至此首級不能搬動，就地而埋，成為現在的首塚大明神神社。

## 文藝相關

### 動漫
- 東方Project－伊吹萃香
- 七福黑手黨
- 妖怪手錶，配音員日野未步
- 妖怪手錶 影之章，配音員遊佐浩二
- 守護貓娘緋鞠
- 妖怪少爺
- 東京闇鴉
- 抓鬼天狗幫
- 鬼燈的冷徹
- 收妖童子
- 妖怪學校的新人教師
- 搖曳莊的幽奈小姐
- 淺草鬼妻日記
- 金光布袋戲

金光御九界之東皇戰影
金光御九界之魆妖紀
金光御九界之鬼途奇行錄
金光御九界之妖禍天劫

### 特摄
- 忍者戰隊隱連者
- 手裏劍戰隊忍忍者

### 電視劇
- 無心法師II
- 妖怪合租屋

### 書卷
- 百妖卷

### 小說
- 機巧少女不會受傷
- 妖怪留學指南
- 淺草鬼妻日記

### 遊戲
- 東京放課後召喚師
- 東方萃夢想 ～ Immaterial and Missing Power.
- Fate/Grand Order，配音員悠木碧。
- 陰陽師
- 御靈錄otogi
- 妖怪百姬
- 鬼斬
- 靈異陰陽錄
- 龍族拼圖
- 神魔之塔
- 無雙OROCHI系列（光榮公司開發，小西克幸配音）
- 跨越我的屍體
- 決戰平安京
- 仁王2
- 百聞牌
- 怪物彈珠

## 外部連結
- （日語）源賴光計斬酒呑童子